# Bitwa o Mariupol (2022)
Treść tego artykułu od 2022-05 może nie być zgodna z zasadami neutralnego punktu widzenia,
ponieważ wielokrotne powoływanie się głównie na Pułk Azow.
Dokładniejsze informacje o tym, co należy poprawić, być może znajdują się w dyskusji tego artykułu.
 Po wyeliminowaniu niedoskonałości należy usunąć szablon {{Dopracować}} z tego artykułu.
Bitwa o Mariupol (inaczej oblężenie Mariupola) – jedna z bitew stoczonych w trakcie rosyjskiej inwazji na Ukrainę, trwająca od 24 lutego do 20 maja 2022 roku. W jej czasie Mariupol stanowił tymczasową siedzibę ukraińskiej administracji obwodu donieckiego.
Działania wojenne strony rosyjskiej oraz poczynania kolaborantów (m.in. członków Opozycyjnej Platformy – Za Życie) doprowadziły miasto do stanu katastrofy humanitarnej. Od pierwszych dni inwazji armia rosyjska celowo niszczyła, za pomocą artylerii, infrastrukturę zarówno wojskową, jak i cywilną, w tym obiekty o funkcji medialnej, magazyny żywności oraz leków, wieże operatorów telefonii komórkowej, linie energetyczne, przepompownie i główne wodociągi łączące miasto ze zbiornikiem rezerwowym. Dodatkowo zniszczono wszystkie autobusy miejskie, przygotowane do ewakuacji ludności, przez co wielu cywilów nie mogło wydostać się z otoczonego miasta.
Podobnie potraktowano siedzibę sztabu ratowniczego służb miejskich, która po wykryciu przez rosyjskie siły również znalazła się pod ostrzałem.
Bitwa zakończyła się 20 maja 2022 r., gdy ostatni żołnierze broniący zakładów Azowstal poddali się wojskom rosyjskim.

## Kalendarium

### Luty

#### 24 lutego
Od godziny 2 rano słyszalne były wybuchy w mieście.

#### 25 lutego
Walki trwały na wszystkich kierunkach wokół Mariupola.

#### 27 lutego
Od godzin nocnych do rana w kierunku miasta zaczęły zmierzać czołgi stacjonujące do tej pory w Doniecku. 10 Brygada Szturmowa i 36 Brygada Piechoty Morskiej zdołały je zniszczyć, wspierając w ten sposób wysiłek Pułku „Azow”. Udało się wziąć 6 jeńców. Wieczorem udaremniono atak rosyjskich sabotażystów, którzy usiłowali zniszczyć autobusy z ewakuowanymi ludźmi.

#### 28 lutego
Zestrzelony został rosyjski samolot wojskowy, a w pobliżu Mariupola zginął generał dywizji Andriej Suchowieckij, zastępca dowódcy 41 Armii Ogólnowojskowej, który brał udział w wojnie rosyjsko-gruzińskiej, aneksji Krymu i interwencji rosyjskiej w Syrii. To pierwszy generał, którego śmierć oficjalnie potwierdziły źródła rosyjskie.

### Marzec

#### 1 marca
Miasto było ostrzeliwane przez rosyjskie wyrzutnie rakietowe, w wyniku czego 21 osób zostało rannych. Od godziny 13 Mariupol pozostawał jednym z najgorętszych odcinków frontu. Po godzinie 16 doszło do kolejnego ostrzału miasta ze strony rosyjskiej artylerii. Najeźdźcy uderzyli we wszystkie obszary miasta, w tym w infrastrukturę strategiczną i komunalną. Według wstępnych danych znaleziono kolejnych 21 rannych.

#### 2 marca
Walki wokół Mariupola trwały, miasto pozostawało pod kontrolą sił ukraińskich. Według szefa Donieckiej Obwodowej Administracji Państwowej Pawła Kyrylenki pierścień wrogich wojsk wokół miasta poszerzył się.

#### 3 marca
Wojska rosyjskie ostrzelały centrum handlowe Epicenter, dzielnicę 17. i 22. oraz stację transfuzji krwi. Ostrzał trwał cały dzień, sytuacja w mieście pozostawała napięta.

#### 4 marca
Ostrzał miasta trwał, sytuacja w mieście stała się krytyczna. W mieście odtąd nie było elektryczności, wody, ogrzewania, łączności ani żywności. Służby techniczne nie mogły naprawić linii wodociągowych ani elektrycznych z powodu ciągłego ostrzału rosyjskiego. Burmistrz Wadym Bojczenko wyjaśnił, że do wieczora rannych zostało 300 mieszkańców. Wśród ofiar rosyjskiego ostrzału znalazło się 18-miesięczne dziecko.

#### 6 marca
Ukraińskie wojsko przeprowadziło kontratak w kierunku Mariupola; zniszczono 3 czołgi wroga, 4 bojowe wozy piechoty, 2 „Tygrysy” i unieszkodliwiono około 30 żołnierzy; 2 dostało się do niewoli.

#### 8 marca
Sytuacja w mieście pozostawała ciężka, brakowało wciąż elektryczności, wody, ogrzewania, komunikacji i żywności. Rosyjska artyleria dalej uniemożliwiała naprawę linii wodociągowych i elektrycznych. Siły Zbrojne Ukrainy wciąż bronią miasto.

#### 9 marca

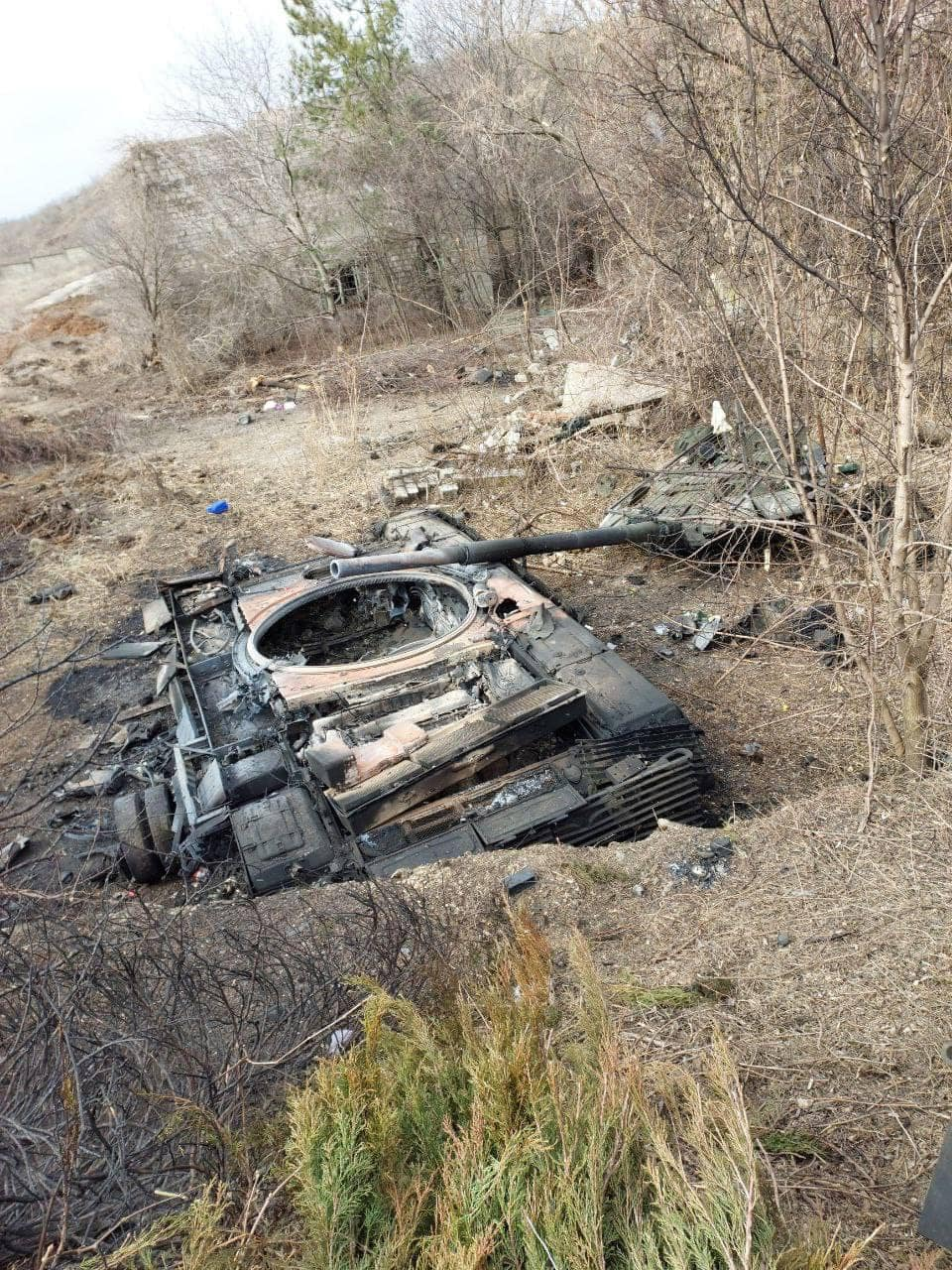
Zniszczony rosyjski czołg w Mariupolu, 9 marca 2022

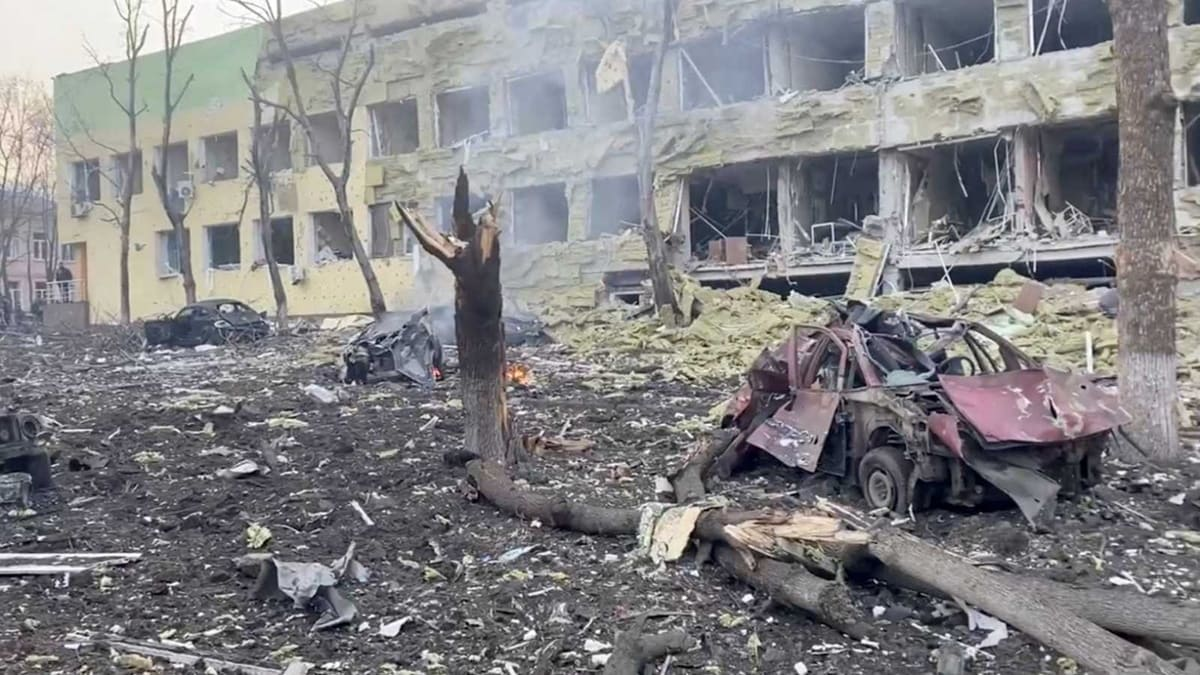
Skutki ostrzału szpitala dziecięcego i położniczego w Mariupolu, 9 marca 2022

Atak lotniczy Rosjan zniszczył szpital położony w centrum miasta (znajdował się tam oddział dziecięcy i położniczy).

#### 10 marca
W trakcie walk prowadzonych przez piechotę morską zniszczono 4 czołgi i 1 BMP; żołnierze Pułku „Azow” zniszczyli lub uszkodzili 11 wrogich pojazdów opancerzonych.

#### 13 marca
W walkach o miasto zniszczono 4 rosyjskie czołgi, 2 transportery opancerzone i nieokreśloną liczbę żołnierzy agresora. 12 Rosjan dostało się do niewoli. W ciągu 24 godzin miasto bombardowane było co najmniej 22 razy. Oszacowano, że na Mariupol spadło już około 100 bomb.

#### 14 marca
Około 160 cywilnych samochodów mogło opuścić Mariupol przez Berdiańsk i Tokmak do Zaporoża.

#### 15 marca
W okolicach Mariupola zginął dowódca rosyjskiej 150 dywizji strzelców zmotoryzowanych, generał major Oleg Mitiajew.

#### 16 marca

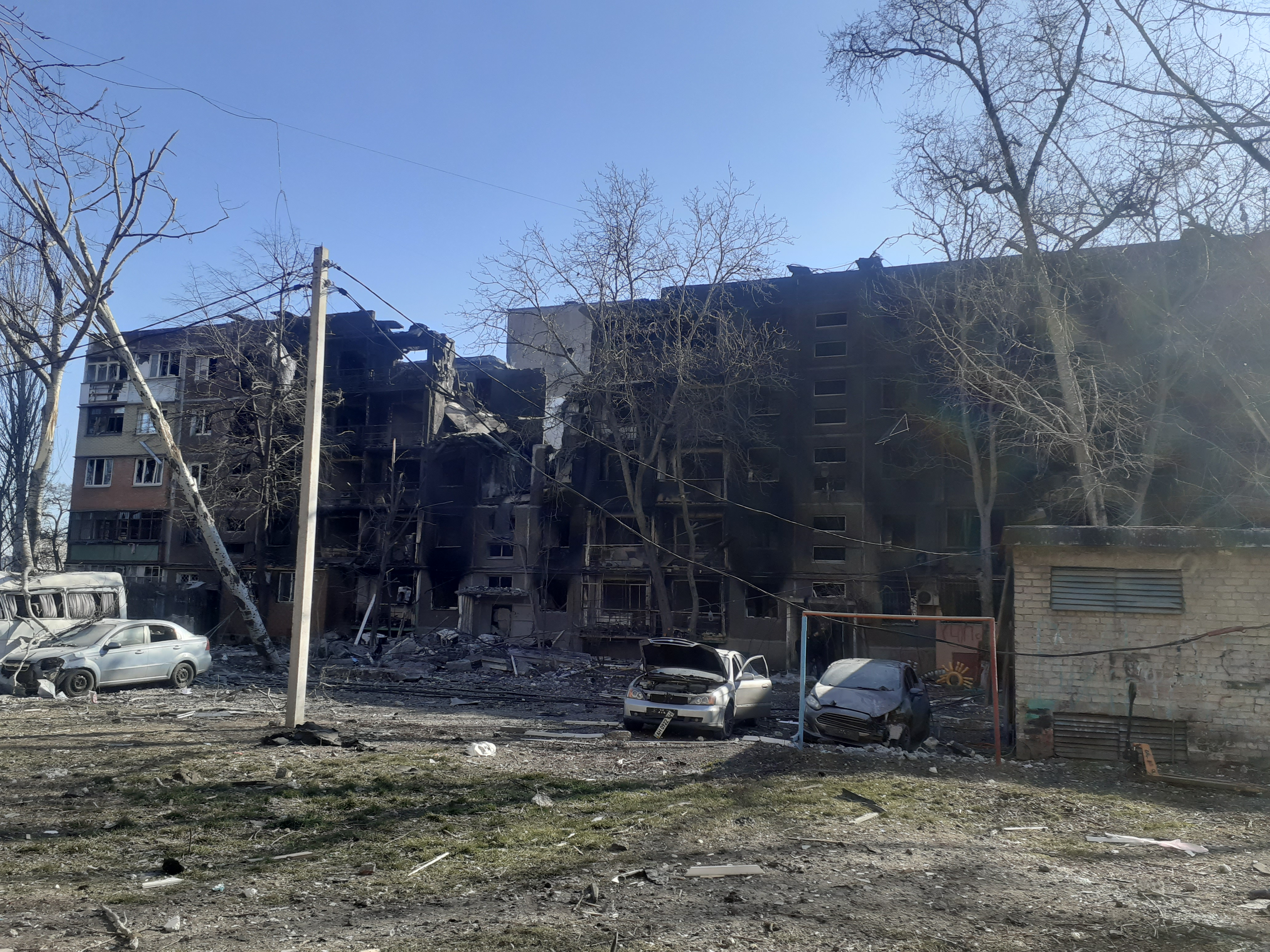
Zniszczone budynki w Mariupolu, 16 marca 2022

Rosjanie przeprowadzili nalot na teatr w Mariupolu, który służył za schron przeciwbombowy. Do 18 marca trwała akcja ratunkowa, zakończona odnalezieniem około 130 ocalałych. Łączna liczba osób, które mogły chować się w piwnicy, szacowana jest na 500 do 1200 mieszkańców. Rosjanie zniszczyli również budynek basenu Neptun, w którym gromadziła się ludność cywilna.

#### 17 marca
Według obrony terytorialnej Mariupola wojsko ukraińskie kontrolowało już tylko połowę miasta, podczas gdy siły okupacyjne zajęły dzielnice od 17 do 23, lewy brzeg i obszar położony wzdłuż Alei Budіwelnykiw, kończący się przy sklepie „1000 drobiazgów”. Według wstępnych szacunków ok. 80% zasobów mieszkalnych miasta zostało zniszczonych, z czego prawie 30% jest nie do odtworzenia.

#### 19 marca
Obrońcy Mariupola zniszczyli jeden czołg i dwa transportery opancerzone atakujących sił, zestrzelili także rosyjski samolot. Mariupol był otoczony przez znaczne siły wroga, a niebo nad nim było całkowicie kontrolowane przez okupantów, którzy nieustannie bombardowali miasto.
„Rosyjskie władze okupacyjne dokonują ludobójstwa na narodzie ukraińskim! Tysiące mieszkańców Mariupola, którym udało się uciec przed rosyjskimi bombami, umiera z głodu w okupowanym Manhuszu i Mełekinie. To zbrodnia przeciwko ludzkości!” – powiedział Kyrylenko.
W pobliżu Mariupola zginął zastępca dowódcy rosyjskiej Floty Czarnomorskiej ds. wojskowo-politycznych kapitan I stopnia Andriej Palij, który brał wcześniej udział w wojnie rosyjsko-gruzińskiej i interwencji Rosji w Syrii.

#### 22 marca
W bitwie o Mariupol zginął dowódca 810 Samodzielnej Brygady Gwardii Marynarki Wojennej Floty Czarnomorskiej Federacji Rosyjskiej, pułkownik Szarow Aleksiej Nikołajewicz.

#### 23 marca

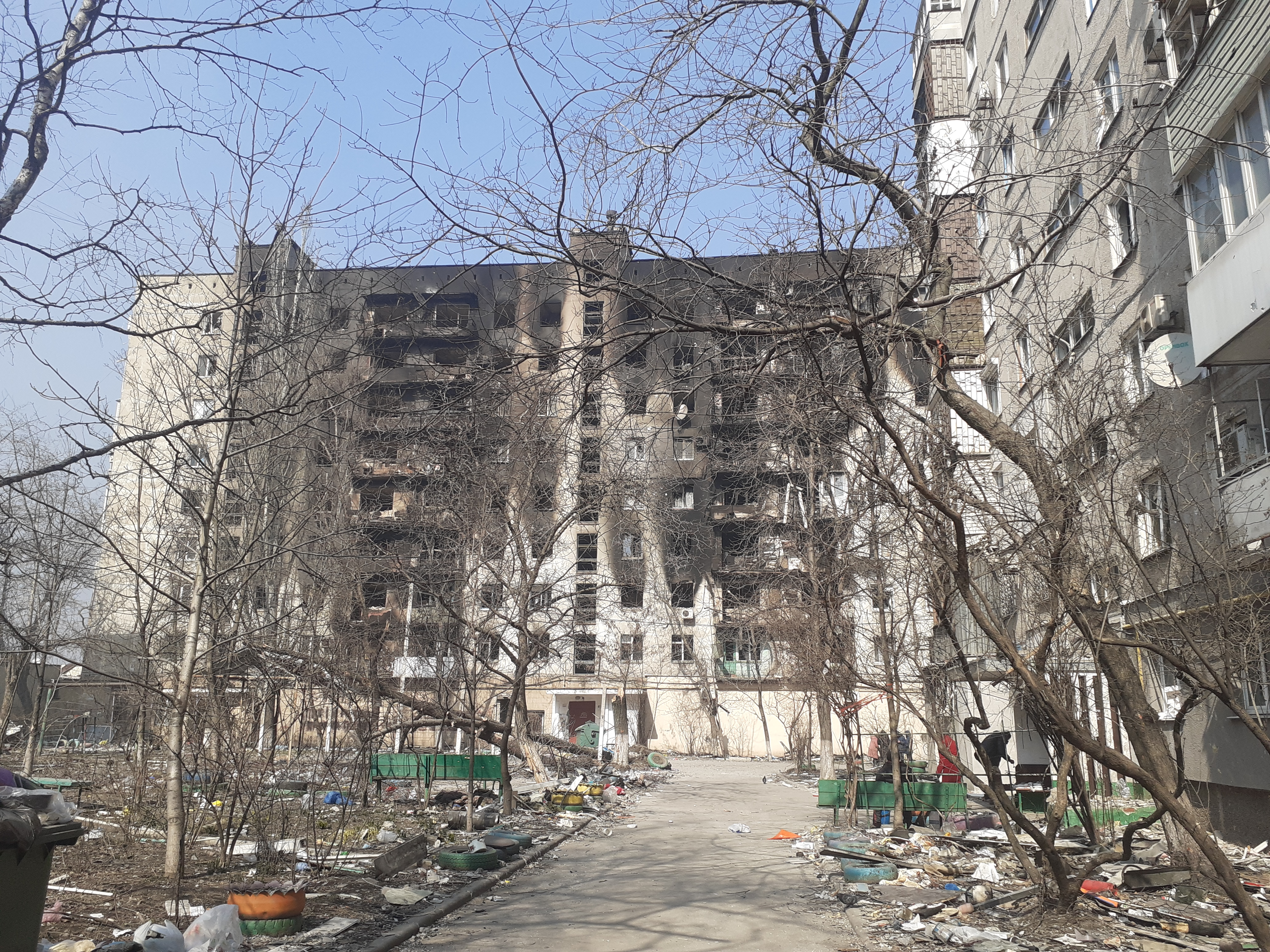
Zbombardowany blok w Mariupolu, 23 marca 2022

Ukraińskie wojsko zestrzeliło rosyjski samolot nad Mariupolem. Dowódca Pułku „Azow” poinformował, że liczba ofiar cywilnych w Mariupolu wzrasta z dnia na dzień i wynosi obecnie około 3000.

#### 24 marca
W mieście obleganym przez rosyjskich okupantów ludzie umierali z głodu. Wszelkie próby zorganizowania akcji humanitarnej, mającej na celu ratowanie mieszkańców miasta, były blokowane przez stronę rosyjską. „Dla okupantów nie są ważni ludzie i ich los, a jedynie propagandowy obraz przymusowej deportacji ludności na terytorium Rosji”, stwierdzili członkowie rady miasta.
Według rady miejskiej około 300 osób zginęło 16 marca w nalocie na teatr w Mariupolu. Liczby te potwierdzili naoczni świadkowie.

#### 25 marca
Żołnierze Pułku „Azow” zniszczyli w Mariupolu w nocy 25 marca pięć ciężarówek i dwa wozy bojowe wroga. Uszkodzony został kolejny BMD, należący do okupantów.

#### 30 marca
Siły rosyjskie kontynuowały działania szturmowe. Żołnierze Pułku „Azow” zniszczyli 3 czołgi i ponad 64 jednostki piechoty wroga, w tym jednostkę specjalną.

### Kwiecień

#### 2 kwietnia
W ciągu dnia bojownicy Pułku „Azow” zniszczyli dwa pojazdy BMD i BMP oraz unieszkodliwili żołnierzy piechoty. Część Rosjan dostała się do niewoli.

#### 7 kwietnia
Andrij Biłecki poinformował o śmierci bojownika Adamsa w walkach o miasto. Według rady miejskiej Mariupola zniszczono 90% infrastruktury: 2340 budynków mieszkalnych, 61 200 domów prywatnych, 7 szpitali, 4 przychodnie, 57 szkół, 7 uczelni wyższych, 70 przedszkoli i 3 szpitale położnicze.
Komisarz Rady Najwyższej ds. Praw Człowieka Ludmyła Denisowa stwierdziła, że w okupowanej części Mariupola Rosjanie rozpoczęli przymusową mobilizację mężczyzn.

#### 11 kwietnia
Do tego dnia siły okupacyjne wywiozły z miasta do Rosji i okupowanych terytoriów obwodu donieckiego 33 tys. mieszkańców. Rosjanie pojmali też marynarzy liberyjskiego statku towarowego.
Pułk „Azow” zgłosił, że Rosjanie mogli użyć broni chemicznej w trakcie ataku na teren zakładu Azowstal, a wieczorem oświadczył, że rosyjskie bezzałogowce zostały opryskane groźnymi dla zdrowia substancjami niewiadomego pochodzenia. Trzech obrońców jednostki wykazywało symptomy zatrucia chemicznego. Ministerstwo Obrony Ukrainy sugeruje, że Rosjanie mogli użyć bomb fosforowych.

#### 12 kwietnia
Jednostka 36 Brygady Piechoty Morskiej wycofała się z okrążenia wroga i dołączyła do Pułku „Azow”. Antony Blinken oznajmił, że Stany Zjednoczone nie mogą jeszcze potwierdzić użycia przez Rosję broni chemicznej. Na terenie miasta Rosjanie schwytali załogę statku „Niebieska Gwiazda-1”, pływającego pod banderą Liberii. Na pokładzie było 18 ukraińskich marynarzy. Według szefa Donieckiej Obwodowej Administracji Wojskowej, Pawła Kirilenki, w oblężonym Mariupolu zginęło, w wyniku działań rosyjskich okupantów, nawet 22 tys. osób.

#### 21 kwietnia
Na zdjęciach satelitarnych okupowanej przez wojska rosyjskie wsi Manhusz, 20 km od Mariupola, znaleziono masowy grób o długości co najmniej 300 metrów. Władimir Putin nakazał oddziałom rosyjskim odwołanie szturmu na Azowstal, ale mimo to kontynuowano bombardowanie zakładu oraz walkę w rejonie zajezdni tramwajowej, która położona jest w znacznej odległości od zakładu.

#### 24 kwietnia
Opublikowane zdjęcia satelitarne przedmieść Mariupola ujawniły trzeci masowy grób.

#### 26 kwietnia
Okupujące wojska rosyjskie nadal ostrzeliwały fabrykę Azowstal za pomocą pojazdów UR-77 Meteorit. W zakładach ukrywali się żołnierze Pułku „Azow” oraz setki cywilów. Siły okupacyjne splądrowały zbiory archiwalne i kulturalne muzeów Mariupola. Sytuacja humanitarna wciąż była trudna – brakowało żywności, wody i lekarstw.

### Maj

#### 3 maja
Początek szturmu na fabrykę Azowstal, uprzednio zbombardowaną przez rosyjskie samoloty.

#### 4 maja
Dowódca Pułku „Azow” Denys Prokopenko poinformował, że rosyjskim wojskom udało się wkroczyć na teren Azowstali.

Chwała Ukrainie!
Już 70. dzień z rzędu garnizon Mariupola samotnie mierzy się z przeważającymi siłami wroga. Od 25 kwietnia prowadzimy obronę w zakładzie Azowstal. Drugi dzień z rzędu wróg włamał się do zakładu. Toczą się ciężkie krwawe bitwy.
Jestem dumny z moich żołnierzy, którzy czynią nadludzkie wysiłki, aby powstrzymać atak wroga! Dziękuję całemu światu za ogromne wsparcie garnizonu Mariupol! Nasi żołnierze na to zasługują. Sytuacja jest niezwykle trudna, ale mimo wszystko nadal wykonujemy rozkaz utrzymania obrony!

#### 11 maja
Na jaw wyszła informacja, że pojmani przez siły rosyjskie mieszkańcy miasta, którzy zostali uznani za „niepewnych”, zostali zesłani do byłej kolonii karnej nr 52 we wsi Ołeniwka (obwód doniecki) oraz do więzienia izolującego w Doniecku.

#### 13 maja
Rosyjska propaganda rozpowszechniała materiały pokazujące użycie moździerza samobieżnego 2S4 Tulipana przeciwko obrońcom Mariupola, którzy wciąż bronili się w fabryce Azowstal.

#### 15 maja
Doradca burmistrza Mariupola, Petro Andriuszczenko, opublikował wideo pokazujące, że siły rosyjskie ostrzeliwały fabrykę Azowstal pociskami zapalającymi 9M22C systemu BM-21 Grad.

#### 16 maja
Dowódca Pułku „Azow” Prokopenko zwrócił się do Ukraińców:

Wszystko musi być kwestionowane. Każda podjęta decyzja, każdy plan, każda operacja. Krytyczne myślenie zawsze budziło w mojej głowie wątpliwości, wątpliwości co do słuszności decyzji. To nigdy nie wykraczało poza rozsądek i nie przeszkadzało mi zawsze obstawać przy swoim punkcie widzenia. Dowódcze decyzje zawsze niosą za sobą ryzyko; nie ma całkowicie bezpiecznych planów i operacji na wojnie, zawsze podejmujesz ryzyko. Najważniejsze jest, aby sprawdzić czy obliczono wszystkie ryzyka, czy opracowano plan „B”, czy w pełni poddałeś się temu planowi, który powinien łączyć wykonanie zadania z maksymalnym zachowaniem życia i zdrowia załogi.
Być może dlatego wojna jest sztuką, a nie nauką – kiedy wykonałeś zadanie i zachowałeś jak największą liczbę personelu. To najwyższy poziom dowodzenia i kontroli. Zwłaszcza gdy twoja decyzja zostanie zatwierdzona przez najwyższe dowództwo wojskowe.
Chwała Ukrainie!

#### 17 maja

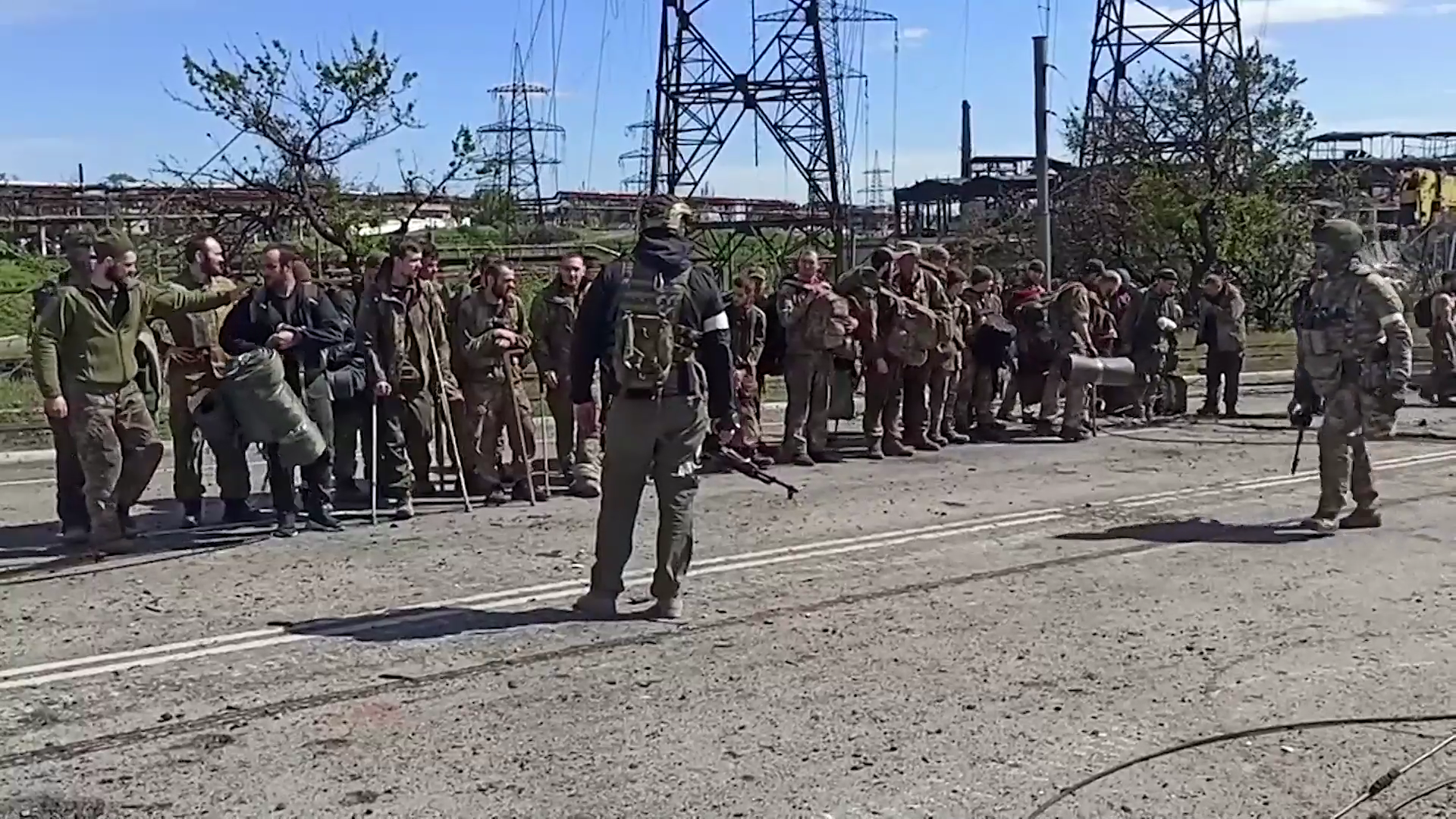
Kapitulacja obrońców Azowstali, maj 2022

Światowa Organizacja Zdrowia ostrzegła przed rozprzestrzenianiem się cholery w tymczasowo okupowanym Mariupolu.

#### 20 maja
Według rosyjskiego Ministerstwa Obrony wszyscy obrońcy miasta zostali usunięci z terenu zakładu Azowstal. Ponadto, według danych rosyjskich, do niewoli trafiło 2439 bojowników Pułku „Azow” i innych obrońców Ukrainy. Istnieją jednak powody, by uznać tę liczbę osadzonych za zawyżoną.